# Trentepohlia (Mongoma) majestica
Trentepohlia (Mongoma) majestica is een tweevleugelige uit de familie steltmuggen (Limoniidae). De soort komt voor in het Afrotropisch gebied.